# 馬氏泡鼻鯰
馬氏泡鼻鯰，為輻鰭魚綱鯰形目毛鼻鯰科的其中一種，為亞熱帶淡水魚，分布於南美洲智利淡水流域，體長可達7公分，棲息在底層水域。